# Paramaxates posterecta
Paramaxates posterecta là một loài bướm đêm trong họ Geometridae.